# Eugenia Bosco
Eugenia Bosco (n. 12 iunie 1997, San Pedro⁠(d), Buenos Aires, Argentina) este o sportivă ce a reprezentat Argentina, medaliată olimpică. A participat la o ediție a Jocurilor Olimpice (2024) în care a câștigat o medalie de argint.